# Zbiornik Kapszagajski
Zbiornik Kapszagajski – sztuczny zbiornik wodny powstały w roku 1970 na rzece Ili, na terytorium Kazachstanu w Azji Środkowej. Głównym portem jest miasto Kapszagaj.